# Conflicto fronterizo sino-indio
El conflicto fronterizo chino-indio es una disputa territorial en curso sobre la soberanía de dos partes de territorio relativamente grandes y varias más pequeñas, separadas entre China e India. El primero de los territorios, Aksai Chin, está administrado por China y reclamado por India; se trata en su mayor parte de un páramo deshabitado a gran altitud, pero con algunas tierras de pastoreo importantes en los márgenes. Se encuentra en la intersección de Cachemira, Tíbet y Sinkiang y lo atraviesa la autopista china Sinkiang-Tíbet; el otro territorio en disputa está al sur de la Línea McMahon, en la zona antes conocida como Agencia de la Frontera Noreste (NEFA: The North–East Frontier Agency) y ahora un estado llamado Arunachal Pradesh. Está administrado por India y reclamado por China. La Línea McMahon se firmó entre la India británica y Tíbet para formar parte de la Convención de Simla de 1914, pero ésta nunca fue ratificada por China. China reniega del acuerdo de la Línea McMahon, afirmando que Tíbet no era independiente cuando firmó la Convención de Simla.
La guerra sino-india de 1962 se libró en ambas zonas en disputa. Las tropas chinas atacaron puestos fronterizos indios en Ladaj, al oeste y cruzaron la línea McMahon, al este. En 1967 hubo un breve enfrentamiento fronterizo en la región de Sikkim, a pesar de existir una frontera acordada en esa región. En 1987 y 2013, los posibles conflictos en torno a las Líneas de Control Real se resolvieron con éxito. Un conflicto en una zona controlada por Bután en la frontera entre Bután y China se resolvió con éxito en 2017 tras resultar heridas tropas indias y chinas. En 2020 estallaron varias escaramuzas, que se saldaron con decenas de muertos en junio de 2020.
En 1993 y 1996 se firmaron acuerdos a la espera de la resolución definitiva de la cuestión fronteriza. Estos acuerdos incluían "medidas de fomento de la confianza" y la Línea de Control Real. Para abordar la cuestión fronteriza se crearon grupos formalizados, como el Grupo de Trabajo Conjunto India-China sobre la Cuestión Fronteriza (JWG: India–China Joint Working Group on the boundary question) sobre la cuestión fronteriza. Éste debía contar con la asistencia del Grupo de Expertos Diplomáticos y Militares. En 2003 se constituyó el mecanismo de Representantes Especiales (SRs: Special Representatives). En 2012 se creó otro mecanismo de resolución de disputas, el Mecanismo de Trabajo de Consulta y Coordinación (WMCC: Working Mechanism for Consultation and Coordination).

## Trasfondo

### Aksai Chin

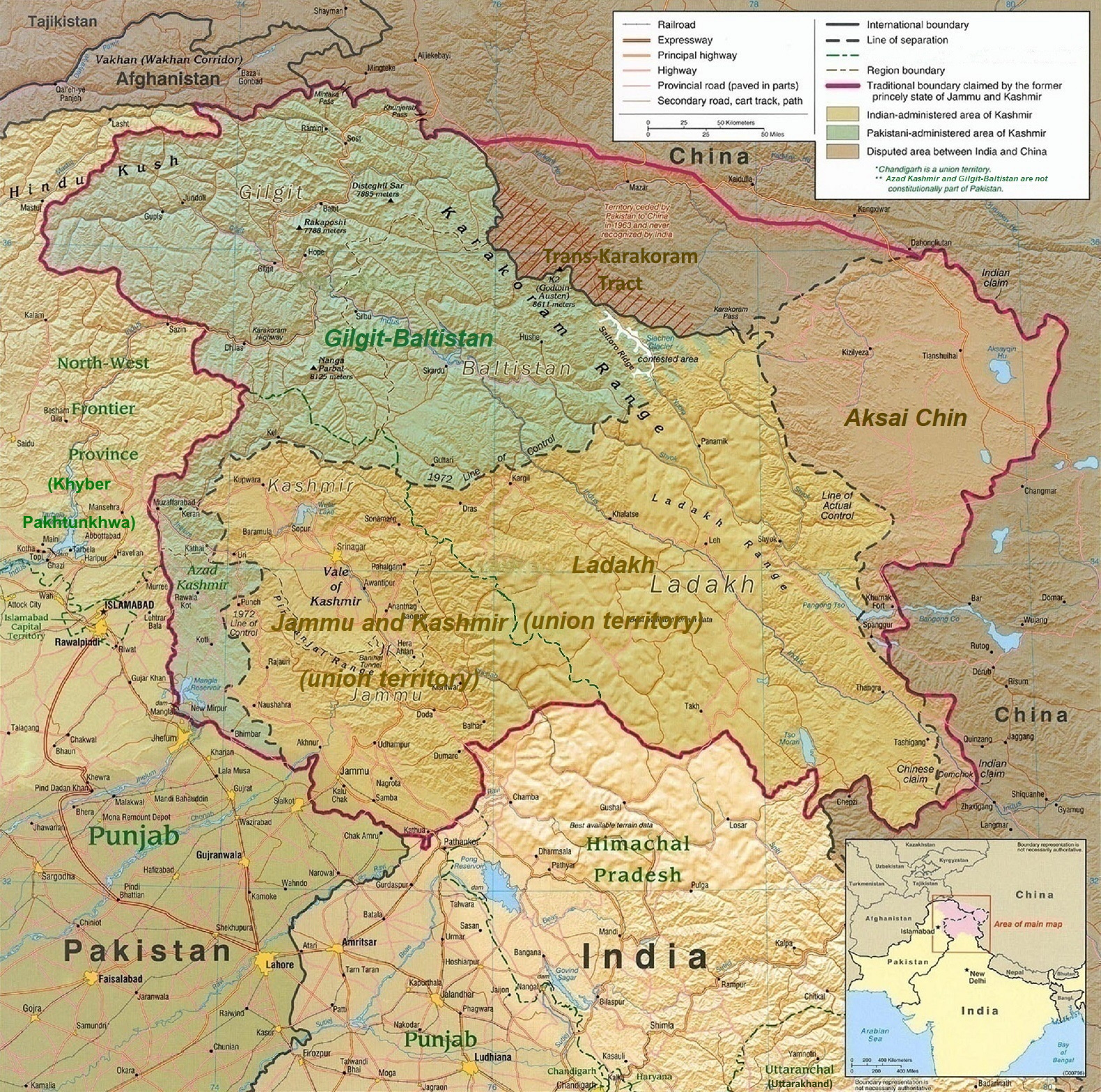
La parte occidental de la Línea de Control Real, que separa Ladaj oriental y Aksai Chin. En la región meridional de Demchok, sólo se muestran dos líneas de reclamación (mapa de la CIA).

Desde el punto más bajo de la zona, en el río Karakash, a unos 4.300 m de altitud, hasta los picos glaciares de 6.900 m de altitud, Aksai Chin es una zona desolada y en gran parte deshabitada. Abarca una superficie de unos 37.244 kilómetros cuadrados. La desolación de esta zona hizo que no tuviera ninguna importancia humana significativa, aparte de las antiguas rutas comerciales que la cruzaban, proporcionando un breve paso durante el verano a las caravanas de yaks procedentes de Sinkiang y Tíbet.
Uno de los primeros tratados sobre las fronteras en el sector occidental se promulgó en 1842, tras la guerra Dogra-Tibetano. El imperio sij de la región del Punjab había anexionado Ladaj al estado de Jammu en 1834. En 1841 invadieron Tíbet con un ejército. Las fuerzas tibetanas derrotaron al ejército sij y, a su vez, entraron en Ladaj y sitiaron Leh. Tras ser frenados por las fuerzas sijs, los tibetanos y los sijs firmaron el Tratado de Chushul en septiembre de 1842, que estipulaba la no transgresión ni interferencia en las fronteras del otro país. La derrota británica de los sijs en 1846 supuso la transferencia de la soberanía sobre Ladaj a los británicos y los comisionados británicos intentaron reunirse con funcionarios chinos para discutir la frontera que ahora compartían. Sin embargo, ambas partes se mostraron suficientemente satisfechas de que se reconociera una frontera tradicional definida por elementos naturales y la frontera no se demarcó. Los límites en los dos extremos, el lago Pangong y el Puerto de Karakórum, estaban razonablemente bien definidos, pero la zona de Aksai Chin entre ambos quedaba en gran parte sin delimitar.

#### La línea Johnson

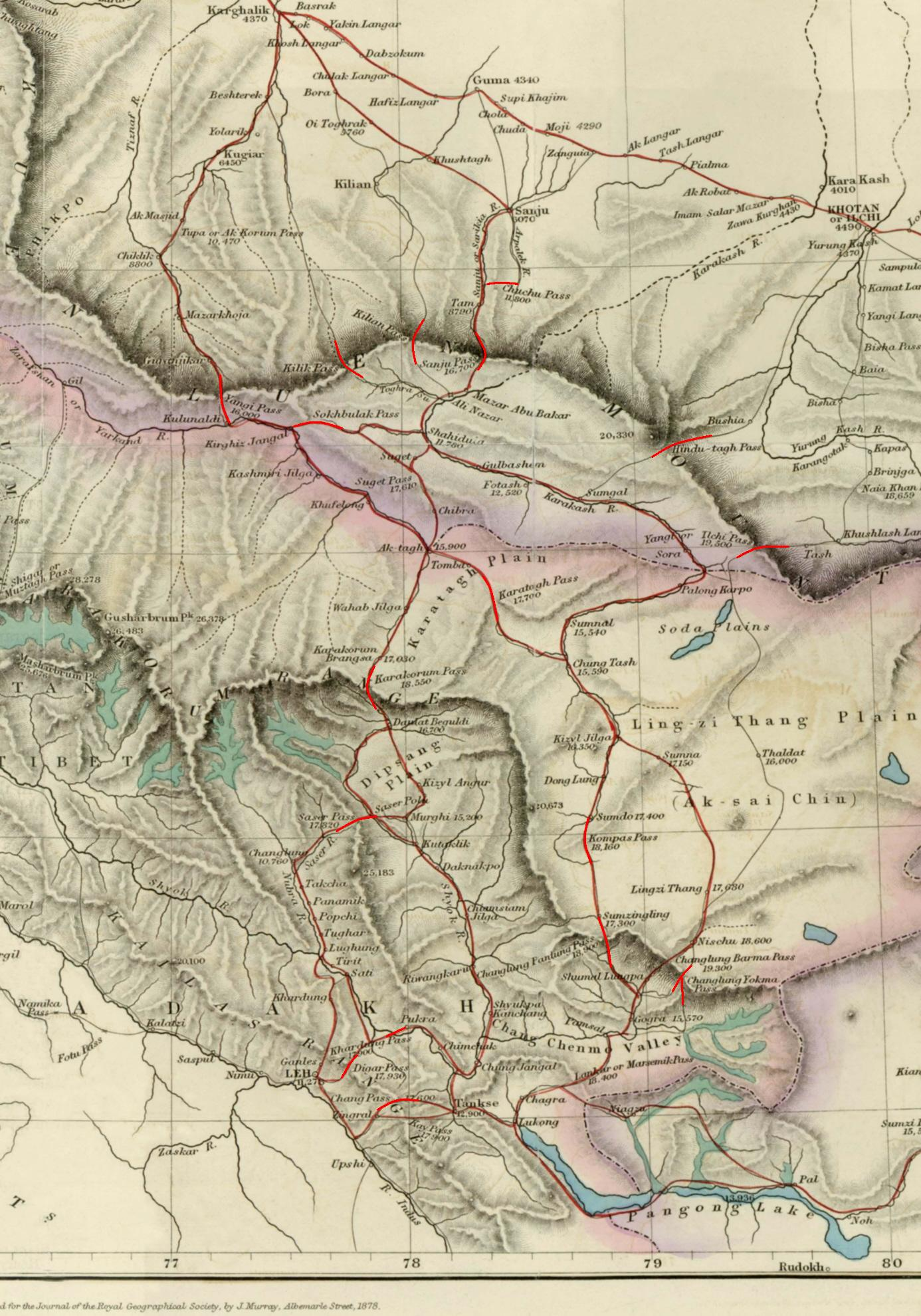
Mapa de Asia Central (1878) que muestra Jotán (cerca de la esquina superior derecha). La frontera anterior reclamada por el Imperio Indio Británico se muestra en la banda bicolor púrpura y rosa con Shahidulla y los pasos de Kilik, Kilian y Sanju claramente al norte de la frontera.

El mapa muestra las reivindicaciones indias y chinas de la frontera en la región de Aksai Chin, la línea Macartney-MacDonald, la línea del Foreign Office, así como el avance de las fuerzas chinas a medida que ocupaban zonas durante la guerra sino-india.

W. H. Johnson, funcionario del Survey of India, propuso en 1865 la "Línea Johnson", que situaba Aksai Chin en Jammu y Cachemira. Era la época de la revuelta de Dungan, cuando China no controlaba Sinkiang, por lo que esta línea nunca se presentó a los chinos. Johnson presentó esta línea al Maharajá de Jammu y Cachemira, que reclamó entonces los 18.000 kilómetros cuadrados que contenía su territorio y, según algunos relatos, reclamó territorio más al norte, hasta el puerto de Sanju, en las montañas de Kunlun. El maharajá de Jammu y Cachemira construyó un fuerte en Shahidulla (actual Xaidulla) y mantuvo tropas estacionadas allí durante algunos años para proteger las caravanas. Con el tiempo, la mayoría de las fuentes situaron Shahidulla y la parte alta del río Karakash dentro del territorio de Sinkiang. Según Francis Younghusband, que exploró la región a finales de la década de 1880, en la época en que él estuvo en Shahidulla sólo había un fuerte abandonado y ni una sola casa habitada: era sólo un práctico punto de escala y un cómodo cuartel general para los nómadas kirguises. Al parecer, el fuerte abandonado había sido construido unos años antes por los dogras. En 1878, los chinos habían reconquistado Sinkiang y en 1890 ya tenían Shahidulla antes de que se decidiera la cuestión. En 1892, China había erigido mojones fronterizos en el Puerto de Karakórum.
En 1897, un militar británico, Sir John Ardagh, propuso una línea fronteriza a lo largo de la cresta de las montañas Kunlun, al norte del río Yarkand. En aquel momento, Gran Bretaña estaba preocupada por el peligro de expansión rusa a medida que China se debilitaba y Ardagh argumentó que su línea era más defendible. La línea Ardagh era efectivamente una modificación de la línea Johnson y se conoció como la "Línea Johnson-Ardagh".

#### Línea Macartney-Macdonald

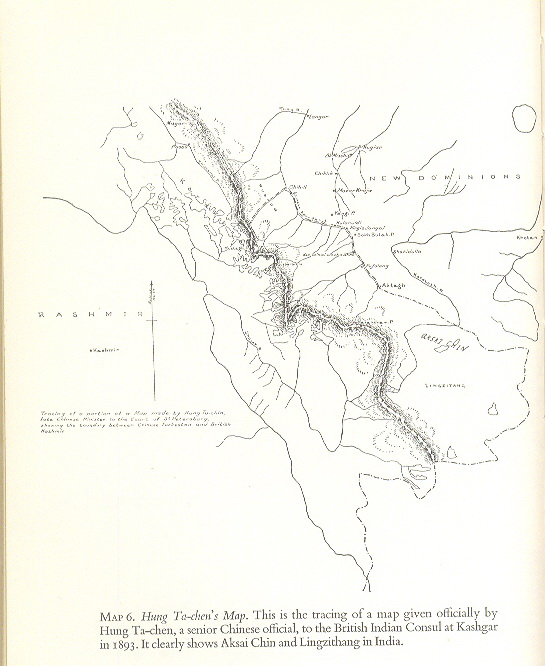
Mapa entregado por Hung Ta-chen al cónsul británico en Kashgar en 1893. La frontera, marcada con una fina línea discontinua, coincide con la línea Johnson.

En 1893, Hung Ta-chen, alto funcionario chino en San Petersburgo, entregó mapas de la región a George Macartney, cónsul general británico en Kashgar, que coincidían en amplios detalles. En 1899, Gran Bretaña propuso una frontera revisada, sugerida inicialmente por Macartney y desarrollada por el gobernador general de la India, Lord Elgin. Esta frontera situaba las llanuras de Lingzi Tang, al sur de la cordillera de Laktsang, en India y Aksai Chin propiamente dicha, al norte de la cordillera de Laktsang, en China. Esta frontera, a lo largo de la cordillera del Karakórum, fue propuesta y apoyada por los funcionarios británicos por varias razones. La cordillera del Karakórum formaban una frontera natural, que establecería las fronteras británicas hasta la cuenca del río Indo, mientras que dejaría la cuenca del río Tarim bajo control chino y el control chino de esta zona supondría un nuevo obstáculo para el avance ruso en Asia Central. Los británicos presentaron esta línea, conocida como Línea Macartney-MacDonald, a los chinos en 1899 en una nota de Sir Claude MacDonald. El gobierno Qing no respondió a la nota. Según algunos comentaristas, China creía que ésta había sido la frontera aceptada.

#### De 1899 a 1947
Tanto la línea Johnson-Ardagh como la Macartney-MacDonald se utilizaron en los mapas británicos de la India. Al menos hasta 1908, los británicos tomaron la línea Macdonald como límite, pero en 1911, la Revolución Xinhai provocó el colapso del poder central en China y, al final de la Primera Guerra Mundial, los británicos utilizaron oficialmente la línea Johnson. Sin embargo, no tomaron ninguna medida para establecer puestos avanzados o ejercer un control real sobre el terreno. En 1927, la línea se ajustó de nuevo, ya que el gobierno de la India británica abandonó la línea Johnson en favor de una línea a lo largo de la cordillera del Karakórum, más al sur. Sin embargo, los mapas no se actualizaron y siguieron mostrando la Línea Johnson.

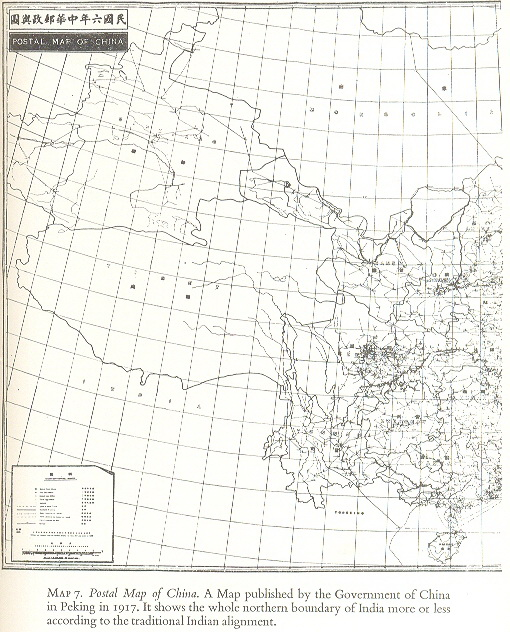
Mapa postal de China publicado por el Gobierno de China en 1917. La frontera de Aksai Chin sigue la línea de Johnson.

De 1917 a 1933, el "Atlas Postal de China", publicado por el Gobierno de China en Pekín, había mostrado la frontera en Aksai Chin según la línea Johnson, que discurre a lo largo de las montañas Kunlun. El "Atlas de la Universidad de Pekín", publicado en 1925, también situaba el Aksai Chin en la India. Cuando los funcionarios británicos se enteraron de que los funcionarios soviéticos estaban inspeccionando el Aksai Chin para Sheng Shicai, señor de la guerra de Sinkiang en 1940-1941, volvieron a defender la Línea Johnson. En ese momento, los británicos aún no habían hecho ningún intento de establecer puestos de avanzada o de control sobre el Aksai Chin, ni se había discutido nunca la cuestión con los gobiernos de China o Tíbet y la frontera seguía sin demarcar en el momento de la independencia de la India.

#### Desde 1947
Tras la independencia en 1947, el gobierno de India fijó su frontera oficial en el oeste, que incluía Aksai Chin, de una forma parecida a la Línea Ardagh-Johnson. India se basó "principalmente en el uso y la costumbre" para definir la frontera. A diferencia de la línea Johnson, India no reclamó las zonas septentrionales cercanas a Shahidulla y Jotán. Desde el Puerto de Karakórum (que no es objeto de disputa), la línea de reclamación india se extiende al noreste de la cordillera del Karakórum, al norte de las salinas de Aksai Chin, para fijar una frontera en las montañas Kunlun e incorporar parte de las cuencas de los ríos Karakash y Yarkand. Desde allí, corre hacia el este a lo largo de las montañas Kunlun, antes de girar hacia el suroeste a través de las salinas de Aksai Chin, a través de la cordillera del Karakórum y luego hasta el lago Pangong.
El 1 de julio de 1954, el Primer Ministro Nehru redactó un memorándum en el que ordenaba que se revisaran los mapas de India para mostrar límites definidos en todas las fronteras. Hasta ese momento, la frontera en el sector de Aksai Chin, basada en la Línea Johnson, se había descrito como "no demarcada".

### Valle Shaksgam
La Línea Johnson no se utiliza al oeste del Puerto Puerto de Karakórum China linda con el Gilgit-Gilgit-Baltistánstrado por Pakistán. El 13 de octubre de 1962, China y Pakistán iniciaron negociaciones sobre la frontera al oeste del Puerto de Karakórum. En 1963, los dos países fijaron sus fronteras basándose en gran medida en la Línea Macartney-MacDonald, que dejaba en China aproximadamente entre 5.180 km2 y 5.300 km2 de la zona del Valle Shaksgam, aunque el acuerdo preveía su renegociación en caso de que se resolviera el conflicto de Cachemira. India no reconoce que Pakistán y China tengan una frontera común y reclama la zona como parte de los dominios del Estado de Cachemira y Jammu anterior a 1947. Sin embargo, la línea reclamada por India en esa zona no se extiende tan al norte de la cordillera del Karakórum como la Línea Johnson. China e India siguen manteniendo disputas sobre estas fronteras.

### La línea McMahon

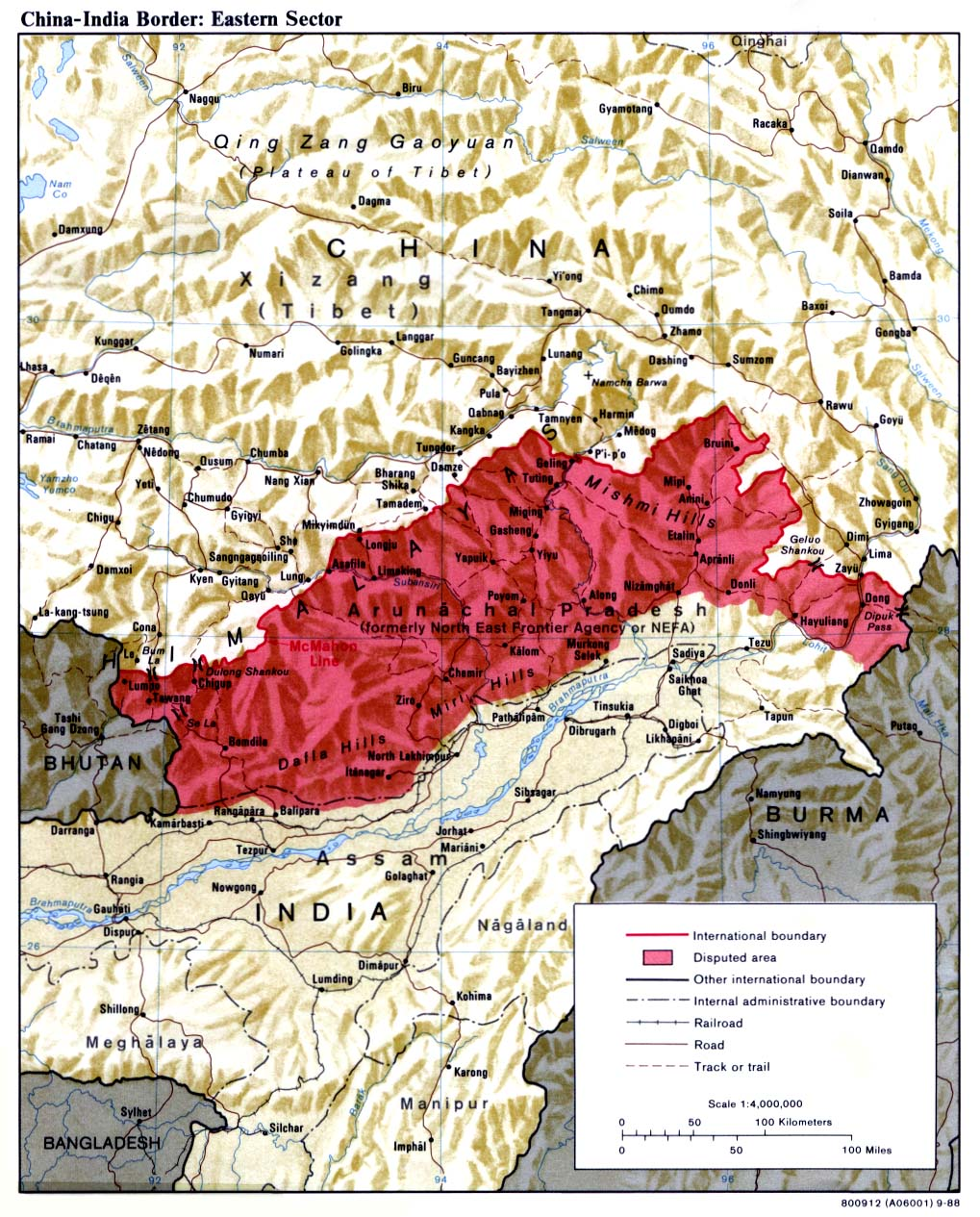
La Línea McMahon es la frontera norte de la zona en disputa teñida de rojo.

La India británica se anexionó Assam, en el noreste del país, en 1826, mediante el Tratado de Yandabo al término de la primera guerra anglo-birmana (1824-1826). Tras las siguientes guerras anglo-birmanas, se anexionó toda Birmania, lo que proporcionó a los británicos una frontera con la provincia china de Yunnan.
En 1913-14, representantes de Gran Bretaña, China y Tíbet asistieron a una conferencia en Simla, India y redactaron un acuerdo sobre el estatus y las fronteras de Tíbet. La Línea McMahon, una propuesta de frontera entre Tíbet e India para el sector oriental, fue trazada por el negociador británico Henry McMahon en un mapa adjunto al acuerdo. Los tres representantes rubricaron el acuerdo, pero Pekín no tardó en oponerse a la frontera sino-tibetana propuesta y repudió el acuerdo, negándose a firmar el mapa final, más detallado. Tras aprobar una nota en la que se afirmaba que China no podría disfrutar de los derechos del acuerdo a menos que lo ratificara, los negociadores británicos y tibetanos firmaron la Convención de Simla y un mapa más detallado como acuerdo bilateral. Neville Maxwell afirma que McMahon había recibido instrucciones de no firmar bilateralmente con los tibetanos si China se negaba, pero lo hizo sin que el representante chino estuviera presente y luego mantuvo la declaración en secreto.
V. K. Singh sostiene que la base de estas fronteras, aceptadas por la India británica y Tíbet, era que los límites históricos de la India eran el Himalaya y las zonas al sur del Himalaya eran tradicionalmente indias y estaban asociadas con la India. La cuenca alta del Himalaya se propuso como frontera entre India y sus vecinos del norte. El gobierno indio sostenía que el Himalaya era la antigua frontera del subcontinente indio y, por tanto, debía ser la frontera moderna de la India británica y, más tarde, de la República de la India.
Los hitos fronterizos chinos, incluido uno colocado por la recién creada República China, permanecieron cerca de Walong hasta enero de 1914, cuando T. O'Callaghan, administrador adjunto del sector oriental de la Agencia de la Frontera del Noreste, los trasladó al norte, a lugares más cercanos a la Línea McMahon (aunque todavía al sur de la Línea). Después fue a Rima, se reunió con funcionarios tibetanos y no vio influencia china en la zona.
Al firmar la Convención de Simla con Tíbet, los británicos habían violado la Convención anglo-rusa de 1907, en la que ambas partes no debían negociar con Tíbet, "salvo por mediación del gobierno chino", así como la Convención anglo-china de 1906, que obligaba al gobierno británico a "no anexionarse territorio tibetano". Debido a las dudas sobre el estatus legal del acuerdo, los británicos no incluyeron la Línea McMahon en sus mapas hasta 1937, ni publicaron la Convención de Simla en el registro de tratados hasta 1938. Rechazando la declaración de independencia de Tíbet de 1913, China argumentó que la Convención de Simla y la Línea McMahon eran ilegales y que el gobierno tibetano no era más que un gobierno local sin poderes para elaborar tratados.
Los archivos británicos muestran que la aceptación de la nueva frontera por parte del gobierno tibetano en 1914 estaba condicionada a que China aceptara la Convención de Simla. Como los británicos no consiguieron la aceptación de China, los tibetanos consideraron inválida la línea McMahon. Los funcionarios tibetanos siguieron administrando Tawang y se negaron a ceder territorio durante las negociaciones de 1938. El gobernador de Assam afirmó que Tawang era "indudablemente británica", pero señaló que estaba "controlada por Tíbet y ninguno de sus habitantes tiene idea de que no son tibetanos". Durante la II Guerra Mundial, con el este de la India amenazado por las tropas japonesas y ante la amenaza del expansionismo chino, las tropas británicas aseguraron Tawang para reforzar su defensa.
La reivindicación china sobre las zonas al sur de la Línea McMahon, incluidas en la Agencia de la Frontera Noreste, se basaba en las fronteras tradicionales. India cree que los límites propuestos por China en Ladaj y Arunachal Pradesh no tienen base escrita ni documentación de aceptación por nadie aparte de China. El gobierno indio ha argumentado que China reclama el territorio basándose en que estuvo bajo control imperial chino en el pasado, mientras que el gobierno chino argumenta que India reclama el territorio basándose en que estuvo bajo control imperial británico en el pasado. El edicto de abdicación del último emperador Qing en 1912 autorizaba al gobierno republicano que le sucediera a formar una unión de "cinco pueblos, a saber, manchúes, chinos han, mongoles, musulmanes y tibetanos, junto con su territorio en su integridad". Sin embargo, la práctica de que la India no reclame las regiones que anteriormente contaron con la presencia del Imperio Mauryan y la dinastía Chola, pero que estaban muy influidas por la cultura india, complica aún más la cuestión.
La línea reclamada por India en el sector oriental sigue su interpretación de la Línea McMahon. La línea trazada por McMahon en los detallados mapas del Tratado de Simla del 24 y 25 de marzo de 1914 comienza claramente en 27°45′40″ N, una trijunción entre Bután, China e India y desde allí se extiende hacia el este. La mayor parte de los combates en el sector oriental antes del comienzo de la guerra tendrían lugar inmediatamente al norte de esta línea. Sin embargo, India alegó que la intención del tratado era seguir la línea divisoria de las principales cuencas hidrográficas del Himalaya, basándose en memorandos de McMahon y en el hecho de que más del 90% de la Línea McMahon sigue de hecho la línea divisoria de las principales cuencas hidrográficas del Himalaya. Reclamaban que el territorio situado al sur de las altas cordilleras, aquí cerca de Bután (como en la mayor parte de la Línea McMahon), debía ser territorio indio y el situado al norte de las altas cordilleras, territorio chino. Según la reivindicación india, los dos ejércitos estarían separados por las montañas más altas del mundo.
Durante y después de la década de 1950, cuando India empezó a patrullar esta zona y a cartografiarla con mayor detalle, confirmó lo que mostraba el mapa del acuerdo de Simla de 1914, seis cruces fluviales que interrumpían la cresta principal de la cuenca del Himalaya. En el punto más occidental, cerca de Bután, al norte de Tawang, modificaron sus mapas para ampliar su línea de reclamación hacia el norte e incluir elementos como la cresta de Thag La, Longju y Khinzemane como territorio indio. Así, la versión india de la Línea McMahon desplaza la trijunción Bután-China-India hacia el norte, de 27°45′40″ N a 27°51′30″ N. India afirmaría que el mapa del tratado discurría a lo largo de accidentes como la cresta de Thag La, aunque el propio mapa del tratado es topográficamente impreciso (ya que el tratado no iba acompañado de demarcación) en algunos lugares, muestra una línea recta (no una cresta divisoria de aguas) cerca de Bután y cerca de Thag La y el tratado no incluye ninguna descripción verbal de los accidentes geográficos ni descripción de las crestas más altas.

### Sikkim

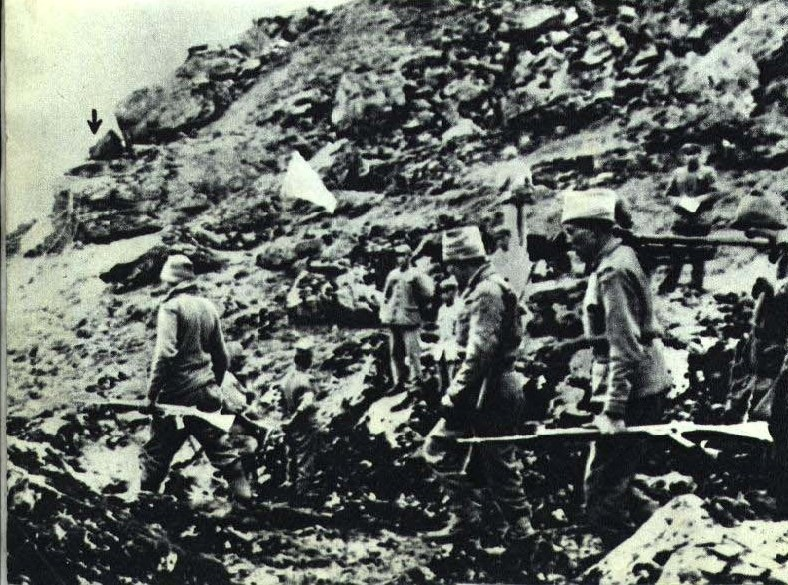
India recibe el cuerpo de un soldado tras el conflicto fronterizo sino-indio, 1967

Los enfrentamientos de Nathu La y Cho La fueron una serie de choques militares en 1967 entre India y China junto a la frontera del reino himalayo de Sikkim, entonces protectorado indio. Al final de los conflictos, el ejército chino se retiró de Sikkim.
En 1975, la monarquía sikkimesa celebró un referéndum en el que los sikkemeses votaron abrumadoramente a favor de unirse a India. En aquel momento, China protestó y lo rechazó por considerarlo ilegal. El Memorándum sino-indio de 2003 fue aclamado como una aceptación china de facto de la anexión. China publicó un mapa en el que Sikkim aparecía como parte de India y el Ministerio de Asuntos Exteriores lo eliminó de la lista de "países y regiones fronterizos" de China. Sin embargo, el punto más septentrional de la frontera Sikkim-China, "El Dedo", sigue siendo objeto de disputa y actividad militar.
El Primer Ministro chino, Wen Jiabao, declaró en 2005 que "Sikkim ya no es un problema entre China e India".

## Disputas fronterizas

### 1947-1962
Durante la década de 1950, la República Popular China construyó una carretera de 1.200 kilómetros que conectaba Sinkiang y Tíbet occidental, de los cuales 179 kilómetros discurrían al sur de la Línea Johnson a través de la región de Aksai Chin reclamada por India. Aksai Chin era fácilmente accesible desde China, pero para los indios del lado sur del Karakórum, la cordillera resultó ser una complicación en su acceso a Aksai Chin. Los indios no supieron de la existencia de la carretera hasta 1957, lo que se confirmó cuando ésta apareció en los mapas chinos publicados en 1958.
La postura india, defendida por el primer ministro Jawaharlal Nehru, era que el Aksai Chin formaba "parte de la región india de Ladaj desde hacía siglos".
El primer ministro chino Zhou Enlai argumentó que la frontera occidental nunca se había delimitado, que la Línea Macartney-MacDonald, que dejaba parte de Aksai Chin dentro de las fronteras chinas, era la única línea que se había propuesto a un gobierno chino. También afirmó que Aksai Chin ya estaba bajo jurisdicción china y que las negociaciones debían tener en cuenta el statu quo.
En 1960, Nehru y Zhou Enlai acordaron celebrar conversaciones entre funcionarios de India y China para examinar las bases históricas, políticas y administrativas de la disputa fronteriza. Las dos partes discreparon sobre la principal divisoria de aguas que definía la frontera en el sector occidental. Las declaraciones chinas respecto a sus reivindicaciones fronterizas tergiversaban a menudo las fuentes citadas.

### 1967 Enfrentamientos de Nathu La y Cho La
Los enfrentamientos de Nathu La y Cho La fueron una serie de choques militares en 1967, entre India y China junto a la frontera del reino himalayo de Sikkim, entonces protectorado indio.
Los enfrentamientos de Nathu La comenzaron el 11 de septiembre de 1967, cuando el Ejército Popular de Liberación (PLA: People's Liberation Army) lanzó un ataque contra puestos indios en Nathu La y duraron hasta el 15 de septiembre de 1967. En octubre de 1967, tuvo lugar otro duelo militar en Cho La, que terminó el mismo día.
Según fuentes independientes, las fuerzas indias lograron una "ventaja táctica decisiva" y derrotaron a las fuerzas chinas en estos enfrentamientos. Se dice que se destruyeron muchas fortificaciones del Ejército Popular de Liberación en Nathu La, donde las tropas indias hicieron retroceder a las fuerzas chinas atacantes.

### 1987 Escaramuza sino-india
La escaramuza sino-india de 1987 fue el tercer conflicto militar entre la Fuerza Terrestre del Ejército Popular de Liberación chino y el Ejército indio que tuvo lugar en el valle de Sumdorong Chu, el anterior 20 años antes.

### "1968-2017"
El 20 de octubre de 1975, 4 soldados indios fueron asesinados en Tulung La, en Arunachal Pradesh. Según la declaración oficial del gobierno indio, una patrulla de los Rifles de Assam compuesta por un suboficial y otros cuatro soldados cayó en una emboscada tendida por unos 40 soldados chinos cuando se encontraba en una zona bien situada dentro del territorio indio y que había sido patrullada regularmente durante años sin incidentes. Cuatro miembros de la patrulla fueron dados inicialmente por desaparecidos antes de que se confirmara por vía diplomática que habían sido asesinados por las tropas chinas; sus cuerpos fueron devueltos más tarde. El gobierno indio presentó una enérgica protesta ante los chinos.
En 2006, el embajador chino en India afirmó que todo Arunachal Pradesh es territorio chino en medio de una escalada militar. En aquel momento, ambos países afirmaron incursiones de hasta un kilómetro en el extremo norte de Sikkim. En 2009, India anunció que desplegaría fuerzas militares adicionales a lo largo de la frontera. En 2014, India propuso que China reconociera una política de "Una India" para resolver la disputa fronteriza.

Las reacciones de los funcionarios indios ante estas sucesivas incursiones también han seguido un patrón:

Suprimir información
Negar
¿A quién se engaña cuando se suprime la información? (...) No a los chinos— (...) No a otros países, ya sean los EE.UU. o Vietnam (...) La gente a la que se engaña es la gente de la India. Y el objetivo de tranquilizarlos es claro: no sólo que no lleguen a pensar que su gobierno ha sido negligente, sino que no presionen al gobierno para que haga algo más de lo que está haciendo.
Arun Shourie, Autoengaño: India's China Policies, 2013. 

En abril de 2013, India afirmó, haciendo referencia a su propia percepción de la ubicación de la Línea de Control Real (LAC: Line of Actual Control), que las tropas chinas habían establecido un campamento en el sector de Daulat Beg Oldi, a 10 km de su lado de la Línea de Control Real. Esta cifra se revisó más tarde para afirmar que se encontraba a 19 km. Según los medios de comunicación indios, la incursión incluyó la entrada de helicópteros militares chinos en el espacio aéreo indio para dejar suministros a las tropas. Sin embargo, las autoridades chinas negaron que se hubiera producido invasión alguna. Soldados de ambos países instalaron brevemente campamentos en la frontera mal definida, uno frente al otro, pero la tensión se calmó cuando ambas partes retiraron a los soldados a principios de mayo. En septiembre de 2014, India y China tuvieron un enfrentamiento en la Línea de Control Real, cuando trabajadores indios comenzaron a construir un canal en la aldea fronteriza de Demchok, en Ladaj y civiles chinos protestaron con el apoyo del ejército. Terminó al cabo de unas tres semanas, cuando ambas partes acordaron retirar las tropas. El ejército indio afirmó que los militares chinos habían instalado un campamento a 3 km dentro del territorio reclamado por India. Según el académico Harsh V. Pant, China gana territorio con cada incursión.
En septiembre de 2015, tropas chinas e indias se enfrentaron en la región de Burtse, en el norte de Ladaj, después de que las tropas indias desmantelaran una disputada torre de vigilancia que los chinos estaban construyendo cerca de la línea de patrulla acordada mutuamente.

### 2017 Doklam: enfrentamiento militar
En junio, se produjo un enfrentamiento militar entre India y China en el territorio en disputa de Doklam, cerca del paso de Doka La. El 16 de junio de 2017, los chinos llevaron equipos pesados de construcción de carreteras a la región de Doklam y comenzaron a construir una carretera en la zona en disputa. Anteriormente, China había construido una carretera de tierra que terminaba en Doka La, donde estaban estacionadas las tropas indias. Realizarían patrullas a pie desde este punto hasta el puesto del Real Ejército Butanés (RBA: Royal Bhutanese Army) en Jampheri Ridge. La disputa que surgió después del 16 de junio se debió a que los chinos habían comenzado a construir una carretera por debajo de Doka La, en lo que India y Bután afirman que es territorio en disputa. Esto dio lugar a la intervención india de la construcción de la carretera por parte de China el 18 de junio, dos días después de que comenzara la construcción. Bután afirma que los chinos han violado los acuerdos escritos entre ambos países que se redactaron en 1988 y 1998 tras extensas rondas de conversaciones. Los acuerdos redactados establecen que debe mantenerse el statu quo en la zona de Doklam desde antes de marzo de 1959. China ha violado estos acuerdos al construir una carretera bajo Doka La. Los ministerios de Asuntos Exteriores de ambos países emitieron una serie de declaraciones defendiendo sus acciones. Debido a la ambigüedad de las anteriores rondas de conversaciones fronterizas a partir de la Convención anglo-china de 1890, firmada en Calcuta el 17 de marzo de 1890, cada país se remite a diferentes acuerdos redactados cuando intenta defender su postura en la disputa fronteriza. Tras la incursión, el 28 de junio, el ejército chino afirmó que India había bloqueado la construcción de una carretera que se estaba llevando a cabo en territorio soberano de China. El 30 de junio, el Ministerio de Asuntos Exteriores indio afirmó que la construcción de una carretera por parte de China, en violación del statu quo, tenía implicaciones para la seguridad de India. Tras esto, el 5 de julio, Bután emitió una gestión en la que pedía a China que restableciera el statu quo anterior al 16 de junio. Durante julio y agosto, la cuestión de Doklam siguió sin resolverse. El 28 de agosto, la India emitió un comunicado en el que afirmaba que ambos países habían acordado una "retirada expeditiva" en la región de Doklam.
En 2019, India y China decidieron coordinar las patrullas fronterizas en un punto en disputa a lo largo de la Línea de Control Real.

### 2020-2022 escaramuzas
En junio de 2020, tropas indias y chinas se enzarzaron en una reyerta en el valle del río Galwan que, al parecer, causó la muerte de 20 soldados indios. Los medios de comunicación internacionales afirmaron que habían muerto más de 40 soldados chinos, pero esta cifra no ha sido confirmada por las autoridades chinas.

## Debates sobre fronteras
Una de las primeras conversaciones formales entre China e India sobre la frontera tuvo lugar tras la visita de Zhou Enlai a India del 19 al 25 de abril de 1960. A continuación se celebraron otras tres sesiones de conversaciones, las "oficiales", entre el 15 de junio y el 6 de julio de 1960; el 15 de agosto y el 24 de septiembre de 1960; y el 7 de noviembre y el 12 de diciembre de 1960. De estas conversaciones surgió el "Informe de los funcionarios sobre la cuestión de las fronteras".
Los debates fronterizos han abarcado cuestiones micro y macro de la disputa. A nivel local, se abordan disputas localizadas y acontecimientos relacionados, como la retirada y la desescalada. Las cuestiones generales más amplias incluyen debates relacionados con un acuerdo global por sectores, la aclaración de la Línea de Control Real y la frontera y, en consecuencia, el intercambio de mapas, y la desvinculación o vinculación del conflicto fronterizo con otros lazos bilaterales.

### Propuesta de paquete
China hizo la llamada oferta de "paquete" en 1960, que volvió a ponerse sobre la mesa entre 1980 y 1985. Como explicó el ex secretario de Asuntos Exteriores Shyam Saran, China "estaría dispuesta a aceptar una alineación en el sector oriental, en general conforme a la Línea McMahon, pero India tendría que ceder Aksai Chin a China en el sector occidental (...) En cuanto al sector central, las diferencias se consideraban relativamente menores y manejables". En otras palabras, China "ofreció mantener el 26% de las tierras en disputa".
En 1985, China introdujo modificaciones en el paquete: "la parte india tendría que hacer concesiones significativas en el sector oriental... a cambio de las cuales China haría concesiones correspondientes, aunque no definidas, en el sector occidental". Además, se mencionó Tawang "como indispensable para cualquier acuerdo fronterizo". Estos cambios en el paquete propuesto por China se mantuvieron al menos hasta 2015.

### Vinculación de las relaciones fronterizas y otras relaciones bilaterales
Durante la primera ronda de conversaciones renovadas entre China e India, en diciembre de 1981, China sugirió mantener el statu quo en la cuestión fronteriza y, mientras tanto, normalizar otras relaciones. En la cuarta ronda, en octubre de 1983, los negociadores indios aceptaron la normalización en otras áreas. Este aspecto de la vinculación o desvinculación de las relaciones fronterizas resurgió en las escaramuzas entre China e India en 2020-2021.

### Posturas legales
En la década de 1980, durante el inicio de las conversaciones entre ambos países, India dejó claro que no discutiría la posición jurídica de ninguna de las partes, puesto que ya había quedado documentada en el informe del Oficial de 1960.

### Iniciativas legales
Durante la octava ronda de conversaciones, en noviembre de 1987, en el trasfondo del enfrentamiento de Sumdorong Chu, los negociadores de ambas partes llegaron a la conclusión de que, aparte de estas conversaciones a nivel burocrático, era necesario un movimiento político.

## Mecanismo de gestión y resolución de litigios
El portavoz indio del Ministerio de Asuntos Exteriores declaró en mayo de 2020 que había suficientes mecanismos bilaterales para resolver diplomáticamente las disputas fronterizas. Sin embargo, algunos críticos afirman que estos acuerdos son "profundamente defectuosos".

### Mecanismos bilaterales
Se han creado órganos/mecanismos en virtud de acuerdos bilaterales para consultar sobre la cuestión de las fronteras:
| Nombre del mecanismo de resolución de litigios                                                                                                   | Abreviatura | Fecha de propuesta | Formado en              | Formado en                                                                             | Primera ronda                  | Última ronda            | Rondas Totales | Estado    |
| Nombre del mecanismo de resolución de litigios                                                                                                   | Abreviatura | Fecha de propuesta | Fecha                   | Declaración/Acuerdo                                                                    | Primera ronda                  | Última ronda            | Rondas Totales | Estado    |
| --- | ----------- | ------------------ | ----------------------- | -------------------------------------------------------------------------------------- | ------------------------------ | ----------------------- | -------------- | --------- |
| Grupo de trabajo conjunto India-China sobre la cuestión de las fronteras                                                                         | JWG         | -                  | 1988                    | Comunicado de prensa conjunto                                                          | 30 de junio-4 de julio de 1989 | -                       | -              | -         |
| Grupo de expertos diplomáticos y militares India-China                                                                                           | EG          | -                  | 7 de septiembre de 1993 | Acuerdo de paz y tranquilidad en la frontera                                           | 2-4 de febrero de 1994         | -                       | -              | -         |
| Mecanismo del Representante Especial sobre la cuestión fronteriza entre India y China                                                            | SR/SRM      | 1979               | 23 de junio de 2003     | Declaración sobre los principios para las relaciones y la cooperación global           | 26 de octubre de 2003          | 21 de diciembre de 2019 | 22             | Funcional |
| Mecanismo de trabajo para la consulta y coordinación sobre asuntos fronterizos entre India y China                                               | WMCC        | 2010               | 17 de enero de 2012     | Acuerdo sobre el establecimiento de un Mecanismo de Trabajo de Consulta y Coordinación | 6 de marzo de 2012             | 18 de diciembre de 2020 | 20             | Funcional |
| Otros: Puntos de encuentro del personal fronterizo, líneas directas (6 líneas directas a partir de julio de 2021), canales diplomáticos normales |             |                    |                         |                                                                                        |                                |                         |                |           |

Tras la guerra fronteriza de 1962, en diciembre de 1981 se iniciaron conversaciones fronterizas oficiales. Se celebraron ocho rondas de conversaciones, la octava de las cuales tuvo lugar en 1987. En 1988, mediante un comunicado de prensa conjunto, las conversaciones fronterizas se formalizaron como el "Grupo de Trabajo Conjunto India-China sobre la Cuestión Fronteriza". El Grupo de Trabajo Conjunto se reunió 15 veces, la última en 2005. En 2003 se creó el Mecanismo de Representantes Especiales (SRM: Special Representatives Mechanism), de acuerdo con la "Declaración sobre los Principios para las Relaciones y la Cooperación Global".
En abril de 2005, otro acuerdo mencionaba que el Grupo de Trabajo Conjunto, el "Grupo de Expertos Diplomáticos y Militares India-China" y los "Representantes Especiales sobre la cuestión fronteriza" continuarían con sus trabajos y consultas. Aparte de los acuerdos directamente relacionados con la frontera, ha habido numerosos acuerdos que trataban otros aspectos de las relaciones bilaterales, como un memorando de entendimiento sobre relaciones militares firmado en 2006, que a su vez afectaba a la situación fronteriza.

### Acuerdos bilaterales
Acuerdos relacionados con la frontera entre India y China
- 1988: Grupo de Trabajo Conjunto India-China sobre la cuestión fronteriza
- Comercio
  - 1991: Memorándum sobre la reanudación del comercio fronterizo
  - 1992: Protocolo sobre procedimientos de entrada y salida para el comercio fronterizo
  - 2003: Memorándum sobre la ampliación del comercio fronterizo
- Medidas de fomento de la confianza
  - 1993: Acuerdo de paz y tranquilidad en la frontera, 1993
  - 1996: Acuerdo sobre medidas militares de fomento de la confianza
  - 2005: Protocolo para la aplicación de medidas militares de fomento de la confianza
- Medidas políticas
  - 2003: Declaración sobre los Principios para las Relaciones y la Cooperación Global
  - 2005: Acuerdo sobre los parámetros políticos y los principios rectores para la resolución de la cuestión fronteriza entre la India y China
- 2012: Acuerdo sobre el establecimiento de un mecanismo de trabajo para la consulta y coordinación sobre asuntos fronterizos entre India y China
- 2013: Acuerdo de cooperación en materia de defensa fronteriza
- 2020: Declaración de 5 puntos

### Canales bilaterales de comunicación militar

#### Puntos de encuentro fronterizos
Existen cinco Puntos de Encuentro de Personal Fronterizo (BPM: Border Personnel Meeting Point) para celebrar rondas de conversaciones de resolución de disputas entre el personal militar con una ruta de escalada definida, como primero entre coroneles, luego entre brigadieres y, por último, entre generales de división. De estos cinco BPM, dos se encuentran en el Territorio de la Unión India de Ladaj o en el sector occidental (septentrional) de la India correspondiente al Distrito Militar de Xinxiang Meridional de China, uno en Sikkim y dos en Arunachal Pradesh, en los sectores central y oriental de la India correspondientes al Distrito Militar del Tíbet de China.

#### Líneas directas
Las negociaciones para una línea directa intermilitar comenzaron en 2012. Inicialmente estaba prevista para la comunicación entre el Comando Oriental de la India y el Comando de la Región Militar de Chengdu del Ejército Popular de Liberación. Las negociaciones para una línea directa a nivel de director general de Operaciones Militares (DGMO: Director General of Military Operations) continuaron en 2013. En 2014 se estableció una línea directa entre los directores generales de Operaciones Militares de ambos países. En 2021, ambos países acordaron establecer una línea directa entre sus ministros de Asuntos Exteriores. A 31 de julio de 2021, se habían establecido seis líneas directas entre comandantes; 2 en Ladaj, 2 en Sikkim y 2 en Arunachal Pradesh.

#### Reuniones a nivel de Comandante de Cuerpo
Las "reuniones a nivel de comandante de cuerpo" durante las escaramuzas entre China e India en 2020-2021 permitieron a ambas partes intercambiar perspectivas y se consideraron una forma importante de mantener abierta la comunicación. La duración de estas reuniones varió de 9 horas a más de 12. Además de los militares, también estuvieron presentes el jefe de la Policía Fronteriza Indotibetana y un representante del Ministerio de Asuntos Exteriores.

## Aspectos militares geoestratégicos

### Mandos y despliegue de tropas

Comando del Teatro Occidental de China, zona bajo comando integrado.

Las Fuerzas Armadas chinas disponen de un Comando de Teatro Occidental (WTC: Western Theater Command) integrado en toda la Línea de Control Real con India. El Comando del Teatro Occidental abarca también las provincias de Sichuan, Gansu, Ningxia, Qinghai y Chongqing. China tiene 5 comandos de teatro integrados.
El ejército indio ha dividido la Línea de Control Real en tres sectores: el sector norte (a veces también llamado sector oeste), que atraviesa Ladaj y la región china de Aksai Chin; el sector central, que atraviesa los estados de Himachal Pradesh y Uttrakhand; y el sector este, que atraviesa los estados de Sikkim y Arunachal Pradesh. Del mismo modo, las Fuerzas Aéreas indias cuentan con el Comando Aéreo Occidental, con sede en Prayagraj, el Comando Aéreo Central, con sede en Delhi y el Comando Aéreo Oriental, con sede en Shillong, para cubrir la Línea de Control Real. India, cuyo único comando integrado es el Comando de Andamán y Nicobar, aún está llevando a cabo la integración de sus diversos mandos basados en la geografía y los servicios a partir de 2020.
El Centro Belfer para la Ciencia y Asuntos Internacionales (BCSIA: Belfer Center for Science and International Affairs) realizó un análisis independiente del despliegue de tropas en 2020. Las fuerzas de asalto del Ejército indio cuentan con 225.000 soldados cerca de su frontera, todos ellos centrados en China. Las cifras incluyen 34.000 en el Comando Norte, 15.500 en el Comando Central y 175.500 soldados en el Comando Este, incluidos 3.000 soldados de la brigada de tanques T-72 en Ladaj y 1.000 soldados del regimiento de misiles de crucero BrahMos en Arunachal Pradesh. De las 200.000 a 230.000 fuerzas terrestres bajo el Comando del Teatro Occidental de China, sólo 110.000 están estacionadas en su frontera, mientras que el resto están desplegadas en la frontera de China con Rusia en el Norte, dentro del Tíbet y Sinkiang, o desplegadas en otros lugares dentro de China Occidental. De las tropas chinas estacionadas en la frontera con India, pertenecientes principalmente al 76.º Grupo de Ejércitos y al 77.º Grupo de Ejércitos, 70.000 están desplegadas en el Distrito Militar de Sinkiang Meridional (correspondiente al sector septentrional u occidental de India en Ladaj) y 40.000 están desplegadas en el Distrito Militar del Tíbet (correspondiente al sector central y oriental de India junto con el resto de la Línea de Control Real desde Himachal Pradesh hasta Arunachal Pradesh). Las fuerzas restantes no estarían disponibles para su despliegue en la frontera india en caso de un conflicto más amplio. Esto crea una disparidad en cuanto al mayor número de tropas convencionales indias (225.000) centradas en la frontera china, frente al menor número de tropas chinas (90.000-120.000) centradas en la frontera india, la mayoría de las cuales están desplegadas lejos de la frontera india mientras que las tropas indias están desplegadas más cerca. En caso de conflicto, mientras las tropas indias ya estén en posición en la frontera o cerca de ella, China tendrá que movilizar tropas principalmente de Sinkiang y de otras tropas del Comando del Teatro Occidental en el interior de China.
El despliegue del Comando es el siguiente:
| India                                        | India                             | China                                           |
| Sector del Ejército india / Comandos         | Fuerza Aérea india                | China                                           |
| -------------------------------------------- | --------------------------------- | ----------------------------------------------- |
| Norte (también llamado "Occidental") (Ladaj) | Comando Aéreo Occidental (Delhi)  | Comando de Teatro Occidental (Sinkiang y Tíbet) |
| Central (Himachal Pradesh y Uttrakhand)      | Comando Aéreo Central (Prayagraj) | Comando de Teatro Occidental (Sinkiang y Tíbet) |
| Este (Sikkim y Arunachal Pradesh)            | Comando Aéreo Oriental (Shillong) | Comando de Teatro Occidental (Sinkiang y Tíbet) |

## Lista de zonas en disputa
La lista de zonas en disputa, cada una con una superficie de varios cientos a varios miles de km2, es la siguiente:
| N.º | Zona / sector en disputa (nombres alternativos)   | Provincia china  | Estado indio      | Control operativo | Incidencias / comentario |
| --- | ------------------------------------------------- | ---------------- | ----------------- | ----------------- | --- |
| 1   | Distrito Trans-Karakoramt (Shaksgam)              | Sinkiang         | Ladaj             | China             | Cesión condicional de Pakistán a China sujeta a resolución con India. Collado Indira Occidental, controlada por India, se encuentra en su frontera sur, en la trijunción "operativa" más occidental entre India, Pakistán y China. |
| 2   | Aksai Chin                                        | Sinkiang y Tíbet | Ladaj             | China             | Servida por las pistas de aterrizaje avanzadas Daulat Beg Oldi, y la carretera Darbuk-Shyok-DBO. Las pistas de aterrizaje avanzadas Padum y el aeropuerto de Leh son la 2.ª línea de defensa. Shaksgam y Aksai Chin, controlados por China, limitan con la zona de Siachen, controlada por India y disputada por Pakistán (véanse también el incidente Daulat Beg Oldi de 2013, las escaramuzas China-India de 2020, las llanuras de Depsang, Galwan, Pangong Tso, Hot Springs, el Paso de Kongka. Shyok como puntos conflictivos en este sector. Otros lugares disputados incluyen Samar Lungpa. |
| 3   | Demchok / Dêmqog (sector Demchok)                 | Tíbet            | Ladaj             | India / China     | Atendida por las pistas de aterrizaje avanzadas Fukche. Las pistas de aterrizaje avanzadas Padum y el aeropuerto de Leh son la 2.ª línea de defensa. |
| 4   | Chumar Norte                                      | Tíbet            | Ladaj             | India             | Atendida por las pistas de aterrizaje avanzadas Nyoma. El sector de Chumar tiene 2 zonas no contiguas, norte y sur. India tiene carretera hasta la frontera reclamada. China no tiene carretera hasta la frontera. Tanto India como China disponen de helipuertos. |
| 5   | Chumar Sur                                        | Tíbet            | Ladaj             | India             | Atendida por las pistas de aterrizaje avanzadas Nyoma. El sector de Chumar tiene 2 zonas no contiguas, norte y sur. India tiene carretera hasta la frontera reclamada. China no tiene carretera hasta la frontera. Tanto India como China disponen de helipuertos. |
| 6   | Kaurik (Sumdo)                                    | Tíbet            | Himachal Pradesh  | India             | Atendida por el aeropuerto de doble uso de Shimla y el aeropuerto de Kullu-Manali. Se ha topografiado la pista de aterrizaje avanzadas de Kibber-Rangrik, que será la pista de aterrizaje avanzadas más cercano a la zona en disputa de Chumar, Kaurik y Tashigang-Shipki La, pero en julio de 2020 no se había avanzado. Himachal Pradesh tiene una frontera de 250 km con China. India tiene carretera hasta la frontera reclamada en Bakiala. |
| 7   | Tashigang-Shipki La (Khab y Namgia)               | Tíbet            | Himachal Pradesh  | India             | Atendida por el aeropuerto de doble uso de Shimla y el aeropuerto de Kullu-Manali. Se ha topografiado la pista de aterrizaje avanzadas de Kibber-Rangrik, que será la pista de aterrizaje avanzadas más cercano a la zona en disputa de Chumar, Kaurik y Tashigang-Shipki La, pero en julio de 2020 no se había avanzado. Himachal Pradesh tiene una frontera de 250 km con China. India tiene carretera hasta la frontera reclamada en Bakiala. |
| 8   | Valle de Jadh Ganga (también paso de Mana)        | Tíbet            | Uttrakhand        | India             | El valle de Jadh Ganga es reclamado por China. Los indios controlan toda la extensión de Jadh Ganga. Algunos de los pueblos de la zona son Pulam Sumda, Sang, Jadhang, Nelang y Tirpani, todos ellos situados en el valle del Jadh Ganga. |
| 9   | Barahoti                                          | Tíbet            | Uttrakhand        | India             | El aeropuerto de Chinyalisaur, en primer lugar y el aeropuerto de Pithoragarh, en segundo lugar, sirven a los sectores de Bara Hoti y Nelang-Pulam Sumda como las pistas de aterrizaje avanzadas. La Policía fronteriza indo-tibetana tiene 42 puestos fronterizos en el sector de Bara Hoti y en la zona del paso de Mana (sector de Pulam Sumda). Uttrakhand tiene una frontera de 350 km con China. India está construyendo carreteras en este sector, que estarán terminadas en diciembre de 2020.                                                                                            |
| 10  | Parte de Arunachal Pradesh (especialmente Tawang) | Tíbet            | Arunachal Pradesh | India             | La estación aérea de Tawang y las pistas de aterrizaje avanzadas de Along, Mechuka, Pasighat, Tuting, Vijoynagar, Walong y Ziro prestan servicio a este sector. La mayor parte del Arunachal Pradesh controlado por India también es reclamado por China, especialmente Tawang. Véase también Escaramuza sino-india en Tawang en 1987. |

La zona de Doklam de Bután, en la triple unión Sikkim-China-Bután, disputada por China y en la que Bután cuenta con la ayuda de la India, se ha mantenido fuera de esta lista; véase también el enfrentamiento fronterizo de 2017 entre China e India en Doklam y los enfrentamientos de Nathu La y Cho La en Sikkim. La India y China celebrarán la novena ronda de conversaciones a nivel de comandantes militares el 24 de enero de 2021, Las conversaciones se celebrarán en Moldo frente al sector de Chushul en la India.